# Kljucsi járás
A Kljucsi járás (oroszul Ключевский район) Oroszország egyik járása az Altaji határterületen. Székhelye Kljucsi.

A Kljucsi járás az Altaji határterületen

## Népesség
- 1989-ben 19 271 lakosa volt.
- 2002-ben 20 113 lakosa volt, melyből 18 461 orosz, 628 német, 489 ukrán, 124 tatár, 103 fehérorosz, 72 kazah, 28 kazah, 25 csuvas stb.
- 2010-ben 18 267 lakosa volt.